# Ijombe
Ijombe ist ein Verwaltungsbezirk (Ward) des Distrikts Mbeya in der gleichnamigen tansanischen Region Mbeya.

## Geografie
Ijombe liegt im Südwesten von Tansania, es grenzt im Westen an die Regionshauptstadt Mbeya. Der Bezirk hat eine Fläche von 57,73 Quadratkilometern und bei der Volkszählung 2022 lebten hier 12.764 Menschen in 3519 Haushalten.

## Gliederung
Der Bezirk besteht aus sechs Gemeinden (Mtaa) mit 37 Orten (Kitongoji):
| Iwalanje - Majengo - Ibowola - Ilembo - Sogeza - Njohole - Isyema - Iwangwa | Ifiga - Ilanji A - Ilanji B - Mafyeko - Ilowe A - Ilowe B - Mawe - Shilongo | Ijombe Ntangano - Nsheto A - Nsheto B - Ikeka - Igalama - Majengo - Iwanda | Nsongwi Mantanji - Mecco - Kijiweni - Izumbwe - Mpakani - Moshi | Hatwelo - Mangoto - Mahambi - Ing'anda - Mbowe - Halembo - Masoko | Nsongwi juu - Soweto - Ilembo - Ilangali - Mwatezi - Simambwe - Halanzi |

## Wirtschaft und Infrastruktur
- Bildung: Die 1997 eröffnete staatliche Iwalanje Secondary School bildet Jugendliche bis zur 6. Stufe aus. Die private Ntonzo Secondary School wurde 2016 eröffnet und geht bis zur 4. Stufe. Beide bieten auch Heimplätze an.[6][7]
- Gesundheit: Im Bezirk befinden sich zwei öffentliche Apotheken, eine in Iwalanje[8] und eine in Nsongwi Juu.[9]
- Straßen: Durch den Norden des Bezirks verläuft die Nationalstraße T1, die nach Westen nach Mbeya und weiter nach Songwe und Sambia und nach Osten nach Iringa und weiter nach Daressalam führt. Von der T1 zweigt die ebenfalls asphaltierte Nationalstraße T10 ab, die durch den Süden des Bezirks und weiter zum Malawisee verläuft.[10]